# بيرت وولف
بيرت وولف (بالإنجليزية: Burt Wolf)‏ هو صحفي أمريكي، ولد في 1938 في نيويورك في الولايات المتحدة.

## وصلات خارجية
- الموقع الرسمي
- بيرت وولف على موقع IMDb (الإنجليزية)